# Saint-Privat (Ardèche)
Saint-Privat – miejscowość i gmina we Francji, w regionie Owernia-Rodan-Alpy, w departamencie Ardèche. Nazwa miejscowości pochodzi od imienia św. Prywata.
Według danych na rok 1990 gminę zamieszkiwało 1359 osób, a gęstość zaludnienia wynosiła 222 osób/km² (wśród 2880 gmin regionu Rodan-Alpy Saint-Privat plasuje się na 617. miejscu pod względem liczby ludności, natomiast pod względem powierzchni na miejscu 1426.).